# Марцін Радимінський
Марцін Радимінський (пол. Marcin Radymiński; 1602, Новий Самбір, нині Львівська область — 18 липня 1664, Краків) — професор та історіограф Краківського університету,

## Життєпис
Уродженець міста Новий Самбір. Батько — коваль Марцін Плюсква (пол. Marcin Pluskwa). Мав трьох братів (серед них третій), з якими рано покинув родинний дім, змінили прізвище на Радимінський, «підшили» собі шляхетство гербу Брохвич.
У літньому півріччі 1627 записався до Краківського університету. Разом з братом мешкав у «Бурсі Пауперум». На прожиття заробляв навчанням дітей урядника гродського суду Яна Радзейовського. У 1629 став бакалавром вільних мистецтв, у 1634 — магістром.
Ставши співробітником Краківського університету, зустрів чимало труднощів через заздрощі, інтриги оточення та власні невдачі. Не пов'язував себе дуже з тодішнім професорським середовищем. Не писав і не декламував шумних та беззмістовних панегіриків, ялових філософських тез. Не став переходити в духовний стан.
Спочатку навчав поетики та риторики, одним з його учнів був Станіслав Юзеф Бежановський — майбутній історіограф вишу, латино- та польськомовний поет.
Кар'єра пішла вгору за ректорства його вчителя — професора Вітеліуша: у 1647 ректор «інспірував» та очолював диспут М. Радимінського. У 1650 році став завідувачем кафедри філософії (фундація Ґжеґожа Преванція Владиславського). Під час Потопу вночі з 25 на 26 вересня 1655 разом з Марціном Слонковичем очолив оборону університетського кварталу, який також пильнували студенти на дахах будинків.
До нього вороже ставився професор Миколай Суліковський, який звинуватив у розтраті майна (ректорський суд відбувся в січні 1659, виправдав Радимінського).
Заповіт написав між 1 та 3 червня 1664, у ньому призначив для університету 2000 угорських дукатів (12000 злотих польських), які були «локовані» на маєтках Коморовиці та Бествіна (обидва у Освенцімському князівстві).